# Układ regulacji nadążnej
Układ regulacji nadążnej (ang. tracking system, set-point tracking, układy śledzące) – taki układ automatyki, którego algorytm działania realizuje pewien przebieg wielkości sterowanej, przy czym przebieg ten nie jest znany.
Sygnał sterujący {\displaystyle x_{0}} jest nieznaną funkcją czasu. Zmiany sygnału sterującego {\displaystyle x_{0}} nie zależą od procesu zachodzącego wewnątrz układu automatycznej regulacji, ale są wywołane zjawiskami zachodzącymi poza tym układem. Zmiany w czasie wartości wielkości zadanej {\displaystyle w=f(t)} są zwykle również nieznane. Wartości tej funkcji są określone przez czynniki występujące na zewnątrz układu regulacji. Zadaniem tego układu jest takie sterowanie obiektem, aby zmiany wielkości regulowanej nadążały za zmianami wartości zadanej. Wartość zadaną nazywa się wielkością wiodącą.
Pewną odmianą układów śledzących są układy programowalne, w których sygnał wejściowy {\displaystyle w(t)} jest z góry określony (znaną) funkcją czasu.

## Przykłady
- radarowy układ nadążny
- układ sterowania ogniem artylerii przeciwlotniczej według wskazań radarów